# Claudio de la Torre
Claudio de la Torre  (Venezuela, 1980. november 22. –) venezuelai színész, modell.

## Élete
Claudio de la Torre 1980. november 22-én született Venezuelában. Karrierjét modellként kezdte.
Első szerepét 2009-ben kapta a Tomasa Tequiero című sorozatban.
2011-ben megkapta Emmanuel Madero szerepét a La viuda joven című telenovellában.

## Filmográfia

### Telenovellák
| Év   | Cím             | Szerep            |
| ---- | --------------- | ----------------- |
| 2009 | Tomasa Tequiero | Francisco Hurtado |
| 2011 | La viuda joven  | Emmanuel Madero   |
| 2014 | Amor Secreto    | Felipe Rincón     |

### Színház
- Los Hombres No Mienten (2013)
- Malos Entendidos (2014)